# Puchar Króla Mendoga w koszykówce mężczyzn
Puchar Króla Mendoga (lit. Karaliaus Mindaugo taurė) – cykliczne krajowe rozgrywki sportowe, prowadzone systemem pucharowym, organizowane corocznie (co sezon) przez Litewską Federację Koszykówki dla litewskich męskich klubów koszykarskich. Drugie – po mistrzostwach Litwy – rozgrywki w hierarchii ważności, w litewskiej koszykówce, rozgrywane od 2016.

## Historia i format rozgrywek
Nowy turniej zaprezentowano 1 grudnia 2015, aby zastąpić Puchar LKF oraz mecz gwiazd ligi LKL.
W 2016 otrzymał oficjalna nazwę Kidy Tour King Mindaugas Cup ze względu na sponsora. Osiem czołowych zespołów po rozegraniu dwóch pierwszych rund ligi litewskiej przystąpiło do trzydniowego turnieju, rozegranego w Wilnie, w Siemens Arena. Turniej zaczyna się od ćwierćfinałów z udziałem ośmiu drużyn. Drugi najlepszy zespół po rozegraniu II rundy ligi LKL staje do rywalizacji z zespołem, zajmującym siódme miejsce, a następnie analogicznie. W pierwszym finale Lietuvos Rytas pokonał Žalgiris 67-57.
W 2017 zmieniono po raz kolejny format Kidy Tour King Mindaugas Cup. Zespoły podzielono na grupy 1-4, 5-8. Pierwszy final four w nowym formacie rozegrano w Kownie, gdzie Žalgiris pokonał Lietkabelis 84-63 w finale.
W 2018 oficjalna nazwa Pucharu Króla Mendoga została zmieniona na SIL King Mindaugas Cup ze względu na umowy sponsorskie. Format rozgrywek został zachowany, zespoły podzielono na grupy 1-4 i 5-8. Ćwierćfinały były rozgrywane na terenie zespołu z wyższym bilansem w LKL. Final Four został rozegrany w Kłajpedzie, gdzie Žalgiris pokonał Lietuvos Rytas 81-62.
Latem 2018 ogłoszono rozszerzenie turnieju. Do udziału zaproszono zespoły z niższej ligi NKL, a turniej rozpoczęto w październiku. Turnieju został rozegrany pod oficjalną nazwą Kidy Tour King Mindaugas Cup. W rozgrywkach 2018-2019 wzięło udział dziesięć drużyn LKL i cztery kluby z NKL (Nacionalinė krepšinio lyga – II liga). Rywalizowały one w cztero-rundowym turnieju. Sześć najlepszych drużyn 6 LKL zyskiwało automatycznie miejsca w ćwierćfinałach, a najsłabsze cztery drużyny musiały rywalizować z czterema, z niższej ligi NKL. Po raz pierwszy spotkania na własnym terenie i na wyjeździe były rozgrywane w fazie ćwierćfinałowej. Final Four zostało rozegrane w Wilnie, po raz drugi. Rytas pokonał Žalgiris 70-67.
Latem 2019 zdecydowano się na kolejna zmianę formatu rozgrywek. Wprowadzono dwie dodatkowe drużyny z NKL, rozszerzając łączną liczbę uczestników do szesnastu. Zachowano system cztero-rundowy. Sześć najniżej sklasyfikowanych zespołów LKL rywalizowało z tymi z NKL. Spośród sześciu zwycięzców pierwszej rundy, dwóch z najlepszych bilansem w minionym roku uzyskiwało automatyczny awans do rundy ćwierćfinałowej. Pozostałe cztery rywalizowały na własnym terenie oraz na wyjeździe o dwa miejsca w ćwierćfinałach. W tej rundzie zespoły z miejsc od 1 do 4 z zeszłego roku stanęły do rywalizacji z drużynami, który wywalczyły sobie awans w drugiej rundzie.

## Final Four pucharu
| Rok  | Zwycięzca      | Wynik | Finalista      | 3. miejsce  | Wynik | 4. miejsce | Miasto   | Hala           | MVP                  |
| ---- | -------------- | ----- | -------------- | ----------- | ----- | ---------- | -------- | -------------- | -------------------- |
| 2016 | Lietuvos Rytas | 67–57 | Žalgiris       | Neptūnas    | 88–51 | Preny      | Wilno    | Siemens Arena  | Antanas Kavaliauskas |
| 2017 | Žalgiris       | 84–63 | Lietkabelis    | Juventus    | 70–61 | Preny      | Kowno    | Žalgiris Arena | Edgaras Ulanovas     |
| 2018 | Žalgiris       | 81–62 | Lietuvos Rytas | Lietkabelis | 81–78 | Dzūkija    | Kłajpeda | Švyturys Arena | Edgaras Ulanovas     |
| 2019 | Rytas          | 70–67 | Žalgiris       | Lietkabelis | 94–67 | Neptūnas   | Wilno    | Siemens Arena  | Arciom Parachouski   |
| 2020 | Žalgiris       | 80–60 | Rytas          | Lietkabelis | 84–73 | Neptūnas   | Kłajpeda | Švyturys Arena | Edgaras Ulanovas     |

## Artyści występujący podczas imprezy
| Edycja | Artyści                                                       |
| ------ | ------------------------------------------------------------- |
| 2016   | Leon Somov & Jazzu, Vaidas Baumila, Dee & Kammy, Jamma & W    |
| 2017   | Lilas ir Innomine, Golden Age, Rebelheart                     |
| 2018   | Beatrich, Monique, Petras Vyšniauskas i Vytautas Grubliauskas |